# レイノルズ対シムズ事件
レイノルズ対シムズ事件（レイノルズたいシムズじけん、英語: Reynolds v. Sims), 377 U.S. 533は、1964年にアメリカ合衆国最高裁判所が各州の州議会の選挙区について選挙区の人口が概ね同水準になっていなければならない、という判断を下した事件。
アラバマ州ジェファーソン郡の有権者たちが、アラバマ州議会の議員数の割り当てを不当であるとして、裁判に訴えた。
被告はアラバマ州の州務長官とアラバマ州の検事総長とアラバマ州民主党執行委員会幹部とアラバマ州共和党執行委員会幹部とアラバマ州の代表的な郡の検認判事3人で、レイノルズは検認判事であった。
また、原告の中にはシムズがいた。
アラバマ州憲法は、各郡に州議会下院の1議席以上を配分し、また上院議員の数と同数の小選挙区を設けることを定めていた。当時のアラバマ州議会上院の選挙区には、1票の重みに、最大41対1の格差が生じていた。
選挙区の線引き変更は純粋に政治的問題であり司法が介入すべきではない、とするそれまでの支配的な認識は、既に1962年のベイカー対カー事件, 369 U.S. 186)で覆されていたが、この事件の判決で裁判所は、不適正な線引きのとりわけひどい実例と見なされていた、また当時の共和党州政府の基盤を揺るがしかねない深刻な状態となっていた、本件の選挙区の状態を是正するために、さらに一歩踏み込んだ判断を示した。この判決以前には、郊外都市化が進んだ郡部は、しばしば極端なまでに1票が軽く、議会で適切に代表されない状態に陥っていた。
レイノルズ対シムズ事件判決以前にあった極端な1票の格差には、以下のような例があった。（当時、アリゾナ州選出の民主党連邦下院議員だったモリス・K・ユーダルの調査による。）
- コネチカット州議会では、州議会下院で最少人口の選挙区の人口は191人、最大人口の選挙区は81,000人で、1票の重みには424倍の格差があった。
- ニューハンプシャー州議会では、ある町が人口3人で州議会下院に議員を送り出していたのに対し、別の地区でが3,244人で同じく1人の議員を選出していた。1票の重みには1,081倍の格差があったことになる。
- ユタ州議会では、最少人口の選挙区の人口は165人、最大人口の選挙区は32,380人で、1票の重みには196倍の格差があった。
- バーモント州議会では、最少人口の選挙区の人口は36人、最大人口の選挙区は35,000人で、1票の重みには1000倍の格差があった。
- 人口600万人だったカリフォルニア州ロサンゼルス郡は、カリフォルニア州議会の上院に代表を1人送っていたが、同じ時期には14,000人の人口でやはり代表を1人送っていた郡があった。1票の重みには428倍の格差があったことになる。
- アイダホ州議会では、州議会上院で最少人口の選挙区の人口は951人、最大人口の選挙区は93,400人で、1票の重みには97倍の格差があった。
- ネバダ州議会の州議会上院では、一方で選挙区人口が127,000人という議員もいれば、568人しかいないという議員もあり、こうした極端な人口の選挙区から選ばれている議員が17名もおり、1票の重みには224倍の格差があった。

アラバマ州上院の不公平を打ち倒す判決を出した8名の判事は、一人一票の原則に従って判断を下した。判決の多数意見の中で最高裁判所長官アール・ウォーレンは、
と述べた。
ポッター・スチュワート判事は、本件で法廷に提出された事案の多くが言語道断に非民主的であり、平等保護(アメリカ合衆国憲法修正第14条)に明白に違反している、とした上で、選挙区の割り当てについて一般的な合理性の判断を超えた指針を示すことは司法の務めではない、とする異議を述べた。スチュワート判事は、コロラド州やニューヨーク州の同様の事件でも多数意見に反対した。トム・C・クラーク判事は、スチュワート判事の異議を支持したが、コロラド州やニューヨーク州の事件ではスチュワート判事に同調せず、反対はしなかった。
多数意見に反対する少数意見を出したジョン・マーシャル・ハーラン2世判事は、多数意見はアメリカ合衆国憲法修正第14条が定める平等保護条項の本来の目的を無視している、として、オリジナリズムの立場から、この条項は投票権には及ばない、として厳しい非難を展開した。ハーランは、最高裁判所が独自の「善き政府」の概念を各州に押し付けるのであれば、それは創造性を窒息させ、連邦主義を犯すことになる、と主張した。ハーランはさらに、アメリカ合衆国憲法自体が、各州に、その人口の多寡に関わらず2名の連邦上院議員を認めていることを踏まえ、もし原告レイノルズが正しいのなら、人口がまちまちである各州に上院2議席を与える制度の正当性も疑われることになる、と論じた。「一人一票」の原則は、1964年のウェスベリー対サンダース事件の判決後に、連邦下院の選挙区割りに反映されることになったが、上院には適用されなかった。
レイノルズ対シムズ事件は、国内に大々的な法律論争を巻き起こした。イリノイ州選出の共和党の上院議員エヴァレット・ダークセンは、人口格差が生じる選挙区の区割りを容認する憲法修正条項の追加を求め、運動を展開した。ダークセンは、次のように述べて、警告した。
ダークセンの試みは、結局のところ失敗に終わった。